# Los Estables de Velai
Les Estables és un municipi francès situat al departament de l'Alt Loira i a la regió d'Alvèrnia-Roine-Alps. L'any 2007 tenia 372 habitants.

## Demografia

### Població
El 2007 la població de fet de Les Estables era de 372 persones. Hi havia 149 famílies de les quals 54 eren unipersonals (25 homes vivint sols i 29 dones vivint soles), 29 parelles sense fills, 58 parelles amb fills i 8 famílies monoparentals amb fills.
La població ha evolucionat segons el següent gràfic:
Habitants censats

### Habitatges
El 2007 hi havia 380 habitatges, 159 eren l'habitatge principal de la família, 197 eren segones residències i 25 estaven desocupats. 226 eren cases i 154 eren apartaments. Dels 159 habitatges principals, 103 estaven ocupats pels seus propietaris, 54 estaven llogats i ocupats pels llogaters i 1 estava cedit a títol gratuït; 5 tenien una cambra, 13 en tenien dues, 33 en tenien tres, 53 en tenien quatre i 54 en tenien cinc o més. 102 habitatges disposaven pel capbaix d'una plaça de pàrquing. A 79 habitatges hi havia un automòbil i a 59 n'hi havia dos o més.

### Piràmide de població
La piràmide de població per edats i sexe el 2009 era:
| Homes | Edats   | Dones |
| ----- | ------- | ----- |
| 0     | 95 o +  | 0     |
| 0     | 90 a 94 | 4     |
| 0     | 85 a 89 | 0     |
| 0     | 80 a 84 | 4     |
| 8     | 75 a 79 | 16    |
| 4     | 70 a 74 | 8     |
| 8     | 65 a 69 | 8     |
| 20    | 60 a 64 | 8     |
| 8     | 55 a 59 | 4     |
| 0     | 50 a 54 | 20    |
| 4     | 45 a 49 | 0     |
| 24    | 40 a 44 | 24    |
| 8     | 35 a 39 | 4     |
| 20    | 30 a 34 | 16    |
| 20    | 25 a 29 | 16    |
| 8     | 20 a 24 | 8     |
| 4     | 15 a 19 | 12    |
| 8     | 10 a 14 | 16    |
| 8     | 5 a 9   | 20    |
| 12    | 0 a 4   | 4     |

## Economia
El 2007 la població en edat de treballar era de 235 persones, 182 eren actives i 53 eren inactives. De les 182 persones actives 174 estaven ocupades (94 homes i 80 dones) i 7 estaven aturades (2 homes i 5 dones). De les 53 persones inactives 15 estaven jubilades, 21 estaven estudiant i 17 estaven classificades com a «altres inactius».

### Ingressos
El 2009 a Les Estables hi havia 147 unitats fiscals que integraven 349 persones, la mediana anual d'ingressos fiscals per persona era de 14.314 €.

### Activitats econòmiques
Dels 45 establiments que hi havia el 2007, 2 eren d'empreses alimentàries, 2 d'empreses de fabricació d'altres productes industrials, 7 d'empreses de construcció, 6 d'empreses de comerç i reparació d'automòbils, 1 d'una empresa de transport, 14 d'empreses d'hostatgeria i restauració, 1 d'una empresa financera, 2 d'empreses immobiliàries, 2 d'empreses de serveis, 6 d'entitats de l'administració pública i 2 d'empreses classificades com a «altres activitats de serveis».
Dels 10 establiments de servei als particulars que hi havia el 2009, 4 eren paletes, 1 fusteria, 1 electricista i 4 restaurants.
Dels 5 establiments comercials que hi havia el 2009, 1 era una botiga de més de 120 m², 1 una fleca, 1 una carnisseria i 2 botigues de material esportiu.
L'any 2000 a Les Estables hi havia 26 explotacions agrícoles que ocupaven un total de 1.872 hectàrees.

## Equipaments sanitaris i escolars
El 2009 hi havia una escola elemental.

## Poblacions més properes
El següent diagrama mostra les poblacions més properes.